# Thecla stigmatos
Thecla stigmatos är en fjärilsart som beskrevs av Druce 1890. Thecla stigmatos ingår i släktet Thecla och familjen juvelvingar. Inga underarter finns listade i Catalogue of Life.